# هنری لوپز
هنری لوپز (انگلیسی: Henri Lopes; ۱۲ سپتامبر ۱۹۳۷ – ۲ نوامبر ۲۰۲۳) سیاست‌مدار اهل جمهوری کنگو بود.
وی همچنین برندهٔ جوایزی همچون جایزه بزرگ فرانکوفونی، لژیون دونور (افسر)، و لژیون دونور (شوالیه) شده‌است.
هنری لوپز در ۲ نوامبر ۲۰۲۳، در سن ۸۶ سالگی درگذشت.